# 鮒信学
鮒 信学（ふな のぶたか）は、日本の農芸化学者。専門は、応用微生物学・天然物化学・代謝工学。学位は、博士（農学）（東京大学・2003年）。静岡県立大学食品栄養科学部・大学院食品栄養環境科学研究院准教授。

## 概要
兵庫県神戸市出身の農芸化学者である。応用微生物学、天然物化学、代謝工学などを専攻している。慶應義塾大学理工学部を卒業し、東京大学大学院農学生命科学研究科の修士課程・博士課程を修了した。大学院在学中、植物内のカルコン合成酵素と同様のはたらきを持つ酵素が、微生物内にも存在することを見出した。さらに、植物と同様に放線菌にも色素をつくり出す機能があることを、世界で初めて発見した。その後、東京大学の助手や助教を経て、静岡県立大学の准教授を務めるなど、各教育機関で教鞭を執った。

## 来歴

### 生い立ち
兵庫県神戸市にて育った。慶應義塾大学に進学し、理工学部化学科にて学んだ。1998年3月、慶應義塾大学を卒業した。大学卒業後は、東京大学大学院に進学し、農学生命科学研究科にて学んだ。農学生命科学研究科においては、教授の堀之内末治や助教授の吉田稔から指導を受けた。2000年3月には、東京大学大学院修士課程を修了した。なお、同年4月より、日本学術振興会の特別研究員となった。2003年3月には、東京大学大学院博士課程を修了した。それにともない、博士（農学）の学位を取得した。

### 研究者として
大学院博士課程修了後は、2003年4月より母校である東京大学に勤務することになり、大学院農学生命科学研究科にて助手を務めた。農学生命科学研究科においては、主として応用生命工学専攻の講義を担当した。また、学校教育法の改正にともない、2007年4月より、東京大学大学院農学生命科学研究科助教となった。助教となってからも、引き続き応用生命工学専攻の講義を担当した。2010年に静岡県立大学に転じ、食品栄養科学部准教授に就任した。食品栄養科学部においては、主として食品生命科学科の講義を担当した。また、静岡県立大学大学院においては、生活健康科学研究科准教授も兼務した。生活健康科学研究科においては、主として食品栄養科学専攻の講義を担当した。2012年、生活健康科学研究科が薬学研究科と統合され、2研究院1学府に再編された。それにともない、大学院に新設された食品栄養環境科学研究院准教授も兼務することとなった。なお、2研究院1学府への再編以降は、大学院においては薬食生命科学総合学府の講義を担当した。

## 研究

カルコンの構造式

専門は農芸化学であり、特に応用微生物学、天然物化学、代謝工学といった分野の研究に従事している。具体的には、天然有機化合物の生合成についての研究に取り組んでいる。また、代謝工学の見地に基づいた手法を駆使し、微生物を用いた有用な物質の生産に取り組んでいる。さらに、遺伝情報に基づき、有用な酵素の探索に取り組んでいる。
大学院生時代には、堀之内末治と吉田稔の指導の下で遺伝子解析の研究に取り組み、ゲノムマイニングの手法を開発した。植物内にてフラボノイド色素をつくり出すカルコン合成酵素に類似するはたらきを持つ酵素が、微生物内にも存在することを見出した。この研究により、放線菌に色素をつくり出す機能があることを世界で初めて発見した。従前はカルコン合成酵素のような酵素は植物にしか存在しないと考えられていたため、その常識を覆したこの発見は驚きをもってむかえられ、その論文は『ネイチャー』にも掲載された。
なお、「放線菌のIII型ポリケタイド合成酵素の発見とその生理機能の解明」における業績が評価され、2015年9月7日に日本放線菌学会から浜田賞が授与された。また、「芳香族ポリケタイドの生合成研究と物質生産への応用」における業績が評価され、2016年3月27日に日本農芸化学会から農芸化学奨励賞が授与された。
学術団体としては、日本農芸化学会、バイオインダストリー協会、日本放線菌学会などに所属している。

## 人物
名の「信学」は「のぶたか」と読む。
大学院生時代に師事した堀之内末治や吉田稔を尊敬しており、当時を振り返り「堀之内、吉田両先生は平日はもちろん、週末も早朝から深夜まで研究していた。努力の大切さを学んだ。学生の私が同じ時間だけ研究しても追い越せないと感じてがんばった」と回顧している。

## 門下生
- 山梨智也[16]

## 略歴
- 1998年 - 慶應義塾大学理工学部化学科卒業。
- 2000年 - 東京大学大学院農学生命科学研究科修士課程修了。
- 2000年 - 日本学術振興会特別研究員。
- 2003年 - 東京大学大学院農学生命科学研究科博士課程修了。
- 2003年 - 東京大学大学院農学生命科学研究科助手。
- 2007年 - 東京大学大学院農学生命科学研究科助教。
- 2010年 - 静岡県立大学食品栄養科学部准教授。
- 2010年 - 静岡県立大学大学院生活健康科学研究科准教授。
- 2012年 - 静岡県立大学大学院食品栄養環境科学研究院准教授。

## 賞歴
- 2015年 - 浜田賞。
- 2016年 - 農芸化学奨励賞。

## 著作

### 主な論文
- Nobutaka Funa, et al., "A new pathway for polyketide synthesis in microorganisms.", Nature, Vol.400, No.6747, Nature Publishing Group, August 26, 1999, pp.897-899. ISSN 0028-0836
- Nobutaka Funa, et al., "Biosynthesis of hexahydroxyperylenequinone melanin via oxidative aryl coupling by cytochrome P-450 in Streptomyces griseus.", Journal of Bacteriology, Vol.187, No.23, American Society for Microbiology, December, 2005, pp.8149-8155. ISSN 0021-9193
- Yohei Katsuyama, et al., "Synthesis of unnatural flavonoids and stilbenes by exploiting the plant biosynthetic pathway in Escherichia coli.", Chemistry & Biology, Vol.14, No.6, Elsevier, Jun., 2007, pp.613-621. ISSN 1074-5521
- Yohei Katsuyama, et al., "In vitro synthesis of curcuminoids by type III polyketide synthase from Oryza sativa.", Journal of Biological Chemistry, Vol.282, No.52, American Society for Biochemistry and Molecular Biology, December 28, 2007, pp.37702-37709. ISSN 0021-9258
- Masanori Funabashi, et al., "Phenolic lipids synthesized by type III polyketide synthase confer penicillin resistance on Streptomyces griseus.", Journal of Biological Chemistry, Vol.283, No.20, American Society for Biochemistry and Molecular Biology, May 16, 2008, pp.13983-13991. ISSN 0021-9258
- Teruki Aizawa, et al., "Alkyldihydropyrones, new polyketides synthesized by a type III polyketide synthase from Streptomyces reveromyceticus.", Journal of Antibiotics, Vol.67, No.12, Nature Publishing Group, December, 2014, pp.819-823. ISSN 0021-8820